# Scipione del Ferro
Scipione del Ferro (6. února 1465 Bologna – 5. listopadu 1526 Bologna) byl italský matematik. Patřil mezi první generaci významných renezančních matematiků, kam kromě něho patřili Italové Niccolò Fontana Tartaglia, Gerolamo Cardano, Lodovico Ferrari, Němec Michael Stifel a Francouz Nicolas Chuquet.
Vystudoval na univerzitě v Bologni, od roku 1496 zde také učil, a to aritmetiku a geometrii. Stejně jako jeho otec se Ferro souběžně s vědeckou kariérou věnoval též obchodu s papírem. Své objevy tajil (jak bylo tehdy zvykem), nicméně si je zapsal a poznámky pak zdědil jeho zeť, matematik Hannibal Nave, který je pak předal Gerolamo Cardanovi a Lodovico Ferrarimu, kteří objevy zveřejnili.
Zaobíral se zejména řešením kubických rovnic, přičemž našel řešení pro kubické rovnice, které neobsahovaly kvadratický člen. Studoval též zlomky a vytvořil vzorec pro součet třetích mocnin.